# آلیس اچسون
آلیس اچسون (۱۲ اوت ۱۸۹۵ – ۲۰ ژانویه ۱۹۹۶) نقاش و چاپگر آمریکایی بود.

## زندگی
او در شارلووا، میشیگان زاده شد؛ دختر هنرمند جین سی. استنلی و نوهٔ جان میکس استنلی؛ پدرش، لوئیس استنلی، وکیل راه‌آهن بود. او در دیترویت بزرگ شد.
او در کالج ولزلی در رشتهٔ هنر تحصیل کرد؛ در میان هم‌کلاسی‌هایش خواهر دین اچسون نیز حضور داشت که این دو را به یکدیگر معرفی کرد. آن‌ها در مه ۱۹۱۷، در همان ماهی که او از کالج فارغ‌التحصیل شد، ازدواج کردند.
او پیش و پس از نقل‌مکان با همسرش به واشینگتن، دی.سی.، به تحصیل در رشتهٔ هنر ادامه داد و در مدرسهٔ موزه هنرهای زیبای بوستون، مدرسه هنر کورکوران و مدرسهٔ مجموعه فیلیپس آموزش دید. از سال ۱۹۱۹ به‌عنوان هنرمند در واشینگتن فعالیت می‌کرد و در نهایت به انجمن هنرمندان واشینگتن پیوست و در نمایشگاه‌های آن شرکت کرد و در سال ۱۹۴۰ تقدیرنامه‌ای نیز دریافت کرد. او همچنین عضو فعال باشگاه آبرنگ واشینگتن، انجمن هنرمندان واشینگتن و انجمن ملی زنان هنرمند بود.
در طول جنگ جهانی دوم، نقاشی را کنار گذاشت تا در راستای حمایت از تلاش‌های جنگی، به کشاورزی بپردازد. همچنین به سربازان زخمی در بخش «فارست گلن» از مرکز پزشکی ارتش والتر رید، نقاشی و طراحی آموزش می‌داد. پس از آن، زمانی که همسرش به‌عنوان وزیر امور خارجه ایالات متحده منصوب شد، نقاشی را از سر گرفت؛ اما تا زمانی که همسرش به زندگی خصوصی بازنگشت، از نمایش آثارش خودداری کرد، چراکه احساس می‌کرد ممکن است شهرت همسرش به نفع حرفهٔ او تمام شود. او در زمان جنگ با ارتش زنان روستازاد آمریکا همکاری می‌کرد و ریاست کمیتهٔ مشورتی زنان آن را نیز بر عهده داشت.

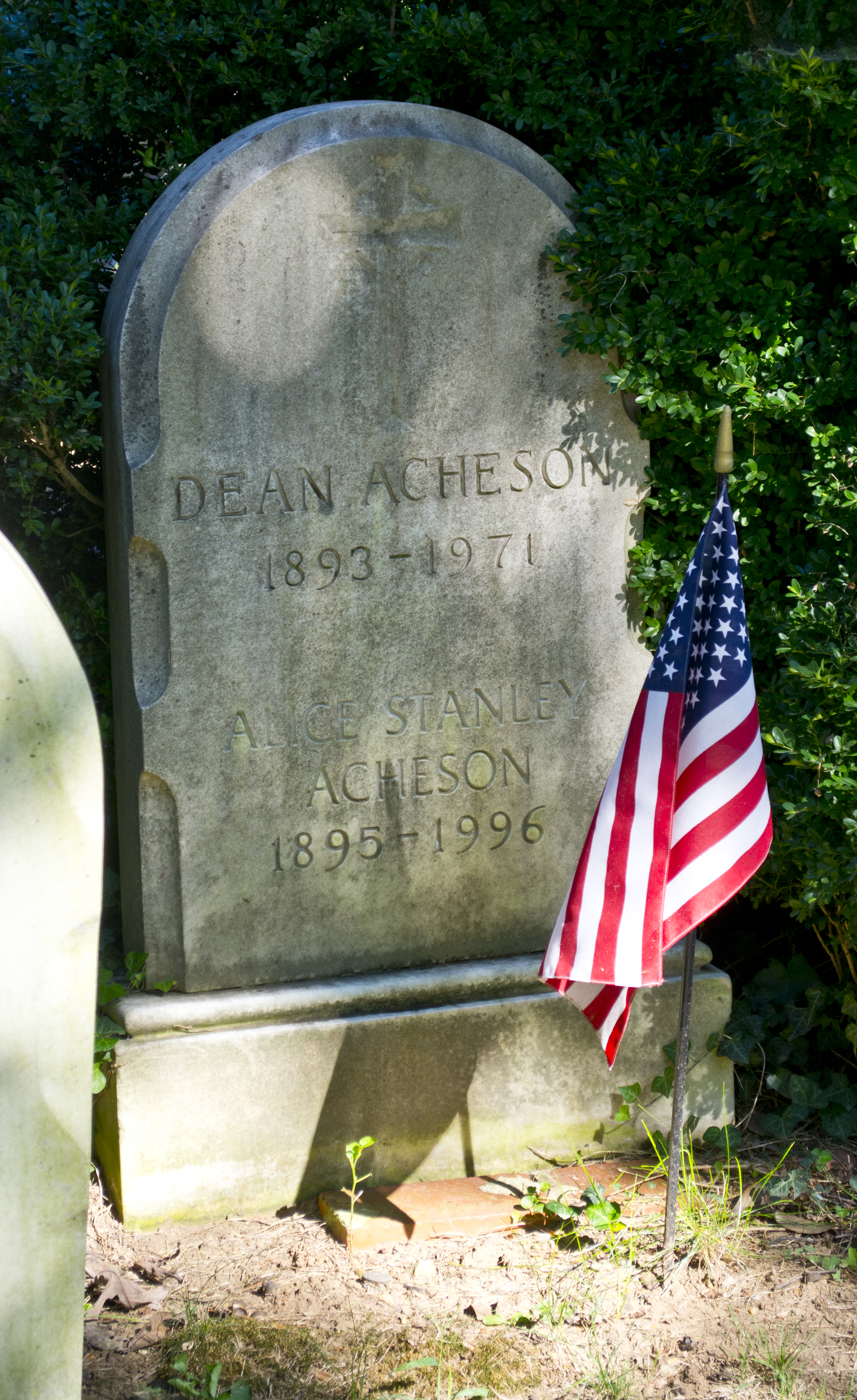
قبر آلیس اچسون در گورستان اوک‌هیل.

از آلیس اچسون به‌عنوان زنی شیک‌پوش یاد شده است که گرچه علاقهٔ چندانی به امور خارجی نداشت، اما به همسرش وفادار بود و در برابر هرگونه احساس منفی نسبت به او از وی دفاع می‌کرد. آن‌ها سه فرزند داشتند که همگی پس از مرگ او زنده بودند، همان‌طور که شش نوه و شش نتیجه‌اش نیز در قید حیات بودند.
از علاقهٔ شدید او به اسکربل و روحیهٔ مستقلش یاد شده است؛ او در ۸۵ سالگی، مهاجم نوجوانی را که قصد دزدی از او داشت، سرزنش کرد. آلیس اچسون در خانه‌اش در واشینگتن درگذشت، و در گورستان اوک‌هیل در کنار همسرش به خاک سپرده شد.

## آثار
آلیس اچسون در طول حرفهٔ خود با پاستل، آبرنگ و رنگ‌روغن کار می‌کرد و سبک او از واقع‌گرایانه به‌سمت انتزاعی پیشرفت کرد. چهار اثر از او در مجموعهٔ موزه و باغ‌مجسمه هیرشهورن نگهداری می‌شود که بخشی از اهداهای اولیهٔ جوزف هیرشهورن بودند؛ این آثار شامل یک تابلوی طبیعت بی‌جان با رنگ‌روغن پیش از سال ۱۹۵۶، یک منظرهٔ بدون تاریخ با رنگ‌روغن، یک نمای آبرنگی از پنوم‌پن مربوط به سال ۱۹۷۵، و یک کلاژ از سال ۱۹۷۰ با عنوان شهر هستند. دو آبرنگ بدون تاریخ از او نیز در مالکیت موزه هنر آمریکایی اسمیتسونین قرار دارد. آثار دیگری نیز در مجموعهٔ مجموعه فیلیپس، موزه ملی زنان در هنر و کتابخانه و موزه ریاست‌جمهوری هری اس. ترومن یافت می‌شوند. آثار او پیش‌تر در مجموعهٔ نگارخانه کورکوران نیز قرار داشتند و در دانشگاه آمریکایی و مجموعهٔ «بارنت-آدن» نیز آثاری از او نگهداری می‌شود.
چند چاپ لینولئومی از آثار او در سال ۱۹۳۷ برای تصویرگری کتاب جاده‌های جدید در ویرجینیای کهن نوشتهٔ اگنس روتبرگ به‌کار رفت. یک پروندهٔ عمودی دربارهٔ آثار او در کتابخانهٔ مجموعه فیلیپس نگهداری می‌شود؛ دیگر اسناد او نیز همراه با مدارک خصوصی همسرش در کتابخانه دانشگاه ییل موجود است. او همچنین در شماری از مدارک موجود در اسناد رسمی همسرش در کتابخانه و موزه ریاست‌جمهوری هری اس. ترومن نیز دیده می‌شود. نقاشی‌ها و جزئیات بیشتر دربارهٔ زندگی او در وبگاه «Simonis & Buunk» قابل مشاهده است.